# Dolní Lánov
Dolní Lánov (deutsch Nieder Langenau) ist eine Gemeinde in Tschechien. Sie liegt fünf Kilometer südöstlich von Vrchlabí und gehört zum Okres Trutnov.

## Geographie

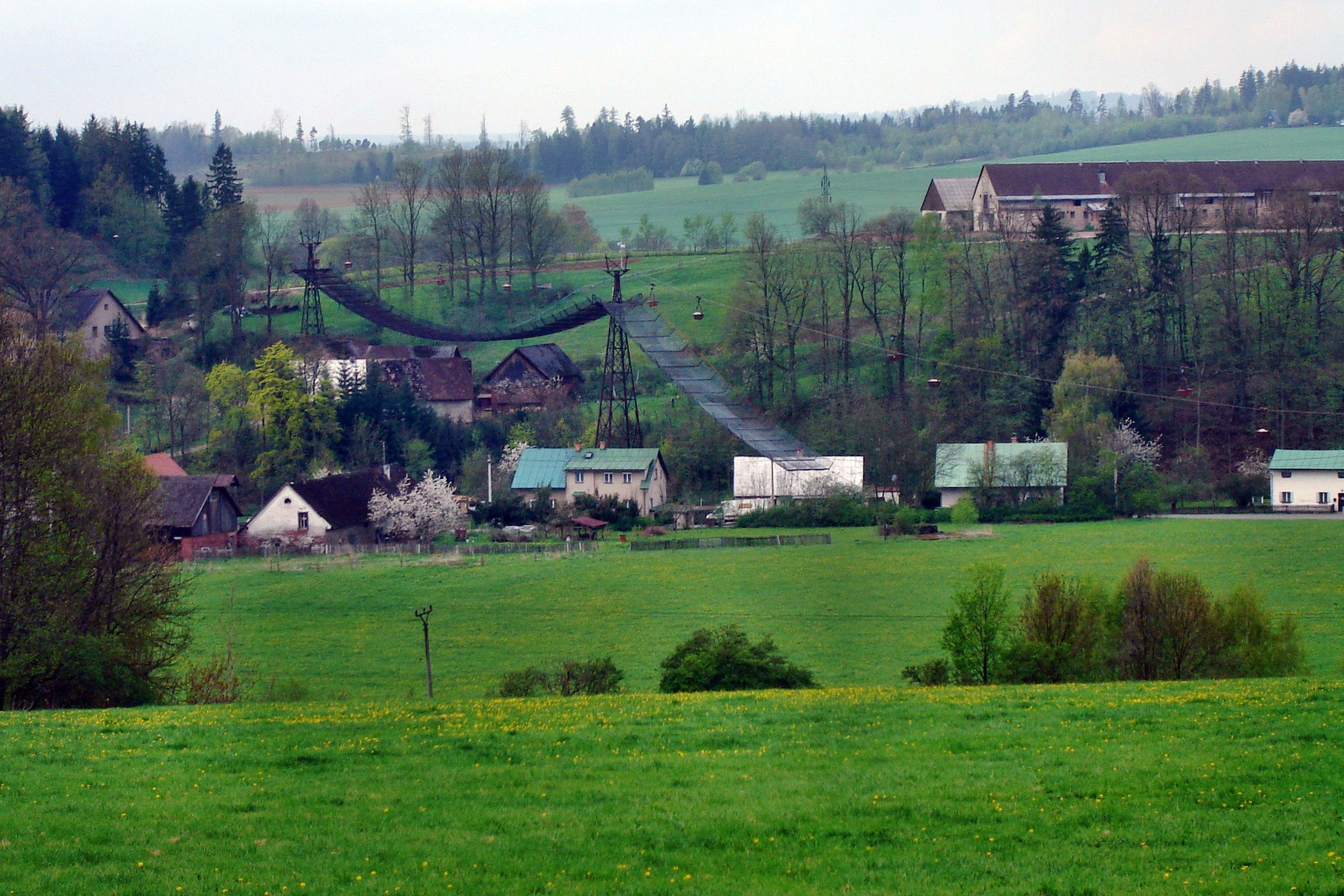
Dolní Lánov - Panorama

Dolní Lánov befindet sich im Riesengebirgsvorland und ist Teil eines neun Kilometer langen Waldhufendorfes, das sich von Dolní Dvůr bis Prosečné in Nord-Süd-Richtung im Tal der Malé Labe erstreckt. Die oberen beiden, der sich aneinander reihenden Ortschaften Horní Lánov, Prostřední Lánov, Dolní Lánov und Malý Lánov bilden die Gemeinde Lánov; die unteren die Gemeinde Dolní Lánov.
Nördlich erheben sich der Liščí kopec (546 m) und der Lánský kopec (614 m), im Osten die Malá Sněžka (499 m), südöstlich der Čihadlo (525 m), im Südwesten die Hůrka (492 m), westlich der Okrouhlík (468 m) sowie im Nordwesten der Nad Hájem (501 m). Von den Kalkbrüchen Černý Důl führt über Kovársko, die Malá Sněžka und Malý Lánov eine 8,25 km lange Lastseilbahn zum Baustoffwerk Kunčice nad Labem.
Nachbarorte sind Prostřední Lánov im Norden, Kovársko, Černý Důl und Čistá v Krkonoších im Nordosten, Fořt und Lázně Fořt im Osten, Terezín im Südosten, Malý Lánov, Prosečné und Klášterská Lhota im Süden, Kunčice nad Labem im Südwesten, Podhůří und Dolejší Vrchlabí im Westen sowie Vrchlabí im Nordwesten.

## Geschichte
Es wird angenommen, dass das Tal der Kleinen Elbe bereits zu Beginn der zweiten Kolonisationswelle zwischen 1250 und 1260 besiedelt worden ist. Die erste schriftliche Erwähnung von Langnow bzw. Langnaw erfolgte 1355. Im Jahre 1359 wurde der Ort als Lognow bezeichnet. Das Dorf gehörte zum königlichen Distrikt Trutnov, dessen Güter von verschiedenen Verwaltern unter der Aufsicht eines Burgvogtes bewirtschaftet wurden. Karl IV. machte 1362 von seinen Patronatrechten selbst Gebrauch und bestimmte einen Pfarrer der Kirche St. Jakobus. Zu dieser Zeit gehörte der Ort zu den bedeutendsten Dörfern im Westteil des Distrikts. Während der Hussitenkriege wurde Lagnow 1424 von den nach Hostinné ziehenden Truppen Jan Žižkas heimgesucht. Die Bewohner des Dorfes waren im 15. Jahrhundert Bergleute, die Eisenerz förderten, sowie Holzfäller, Köhler und Schmiede, während die Landwirtschaft nur eine untergeordnete Rolle spielte. Weitere Namensformen waren Lanow (1437), Langenau (1564), Langnau (1620) und Langenaw (1626). 1525 wurde die Gegend vom Trautenauer Lehen abgetrennt und Johann Tetour von Tetov überlassen. Dieser verkaufte den Besitz 1533 an den königlichen Oberberghauptmann Christoph von Gendorf, der die Herrschaft Hohenelbe errichtete.
Seit dem 16. Jahrhundert lässt sich eine Unterscheidung in mehrere Teile nachweisen. Dolní Lánov wurde 1542 im Zusammenhang mit dem Niederrichter zu Langnaw erstmals erwähnt. Die älteste Nennung von Horní Lánov (horzeyssi wes lanow) erfolgte 1519, die von Prostřední Lánov (Mittel-Langnaw) 1654 und die von Malý Lánov (Klein Gemein Langenau) 1657. Bei Malý Lánov handelte es sich um den verbliebenen Anteil der Herrschaft Arnau im unteren Teil von Dolní Lánov, der im 18. Jahrhundert ebenfalls an die Herrschaft Hohenelbe überging. Beim Hochwasser von 1686 wurden mehrere Häuser von Nieder Langenau zerstört. Im 18. Jahrhundert erlangte die landwirtschaftliche Nutzung der Hänge beiderseits des Tales an Bedeutung. Da sie jedoch wenig ertragreich blieb, verbreitete sich die Heimweberei als Nebenerwerb. 1775 beteiligten sich auch Bewohner von Nieder Langenau am nordostböhmischen Bauernaufstand. Im Jahre 1827 bestand Nieder Langenau aus 212 Häusern und hatte 1468 Einwohner, damit war allein dieses Dorf halb so groß wie die Stadt Hohenelbe. 1834 lebten in den wiederum 212 Häusern von Nieder Langenau 1437 Menschen. Außerdem gab es im Dorf eine Schule, zwei Mühlen und zwei emphytheutisierte Meierhöfe. Hinzu kamen noch Klein Langenau mit 26 Häusern und 194 Einwohnern sowie Schmidtdorf mit 11 Häusern und 68 Einwohnern. Nieder Langenau war Pfarrort für Ober-, Mittel- und Klein Langenau und Schmidtdorf; zur Pfarre gehörte zudem seit 1806 die Lokalie St. Josef in Niederhof. Einen wesentlichen Nebenerwerb stellte die Heimweberei dar. Bis zur Mitte des 19. Jahrhunderts blieb das Dorf der Herrschaft Hohenelbe untertänig.
Nach der Aufhebung der Patrimonialherrschaften bildete Nieder Langenau / Dolní Lanov ab 1850 mit den Ortsteilen Klein Langenau / Malý Lanov und Schmidtdorf eine Gemeinde im Gerichtsbezirk Hohenelbe bzw. im Bezirk Hohenelbe. 1864 errichtete Ferdinand Böhm in Nieder Langenau eine große Flachsspinnerei, er wurde 1899 in den Adelsstand erhoben. Nieder Langenau war zu Beginn des 20. Jahrhunderts mit 219 Häusern und 1929 Einwohnern das größte Dorf im Tal der Kleinen Elbe. Die Einwohnerschaft bestand fast ausschließlich aus Deutschen, im Dorf lebte lediglich ein Tscheche. Der tschechische Ortsname wurde 1921 von Dolní Lanov in Dolní Lánov geändert. 1930 ging die 6.500 Spindeln umfassende Flachsspinnerei Ferdinand Böhm infolge der Weltwirtschaftskrise in Konkurs. Im Jahre 1930 hatte die Gemeinde 1582 Einwohner, 1939 waren es 1502. Infolge des Münchner Abkommens wurde Nieder Langenau 1938 dem Deutschen Reich angeschlossen und gehörte bis 1945 zum Landkreis Hohenelbe. Nach dem Zweiten Weltkrieg kam der Ort zur Tschechoslowakei zurück und die deutsche Bevölkerung wurde bis Ende 1946 vertrieben. Nach der Aufhebung des Okres Vrchlabí wurde Dolní Lánov mit Beginn des Jahres 1961 dem Okres Trutnov zugeordnet.

## Ortsgliederung
Für die Gemeinde Dolní Lánov sind keine Ortsteile ausgewiesen. Zu Dolní Lánov gehören die Ansiedlungen Kovársko (Schmidtdorf) und Malý Lánov (Klein Langenau).

## Sehenswürdigkeiten

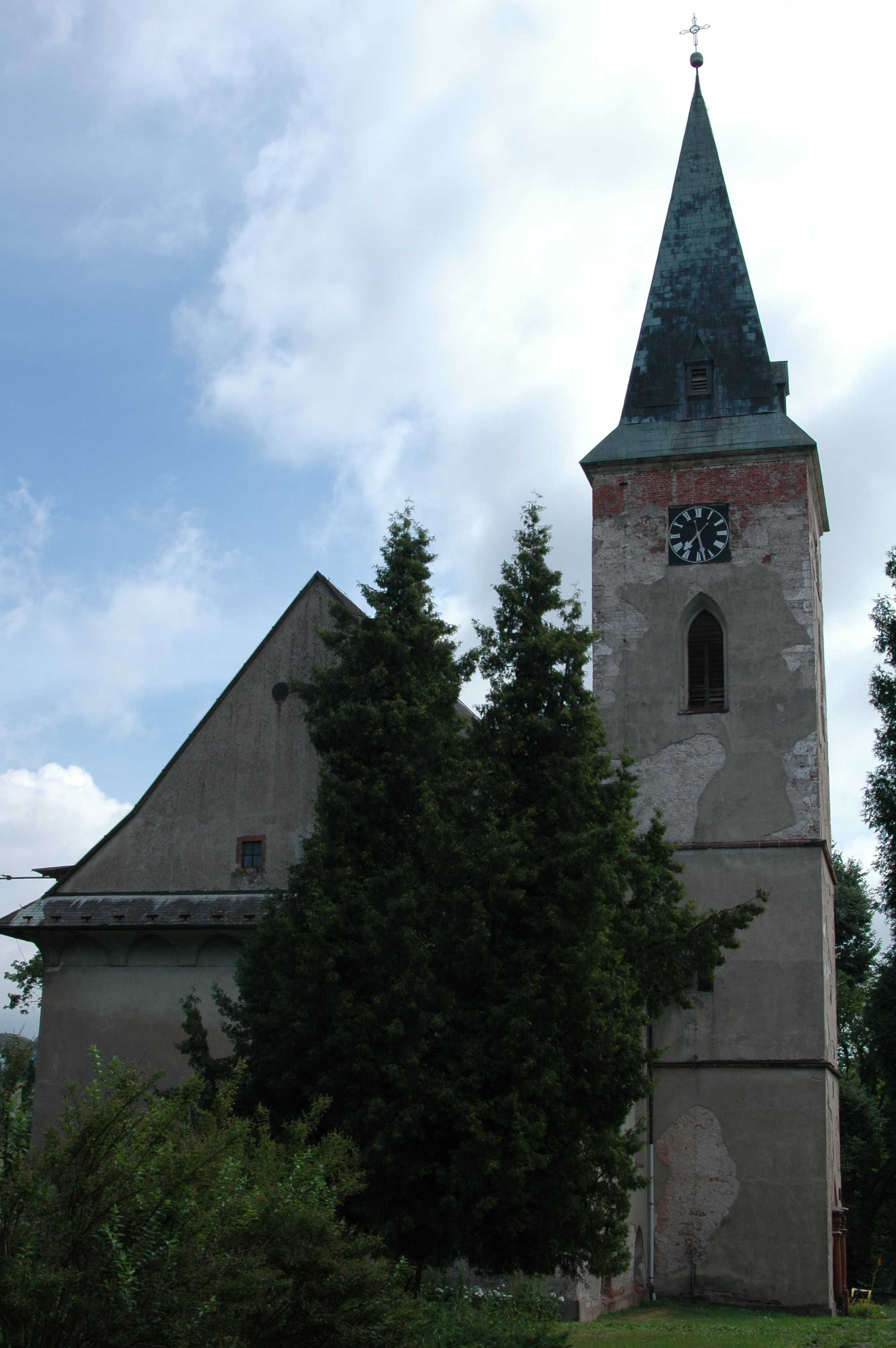
Kirche Jakobus d. Ä.

- Kirche Jakobus des Älteren, sie entstand zwischen 1511 und 1518 als spätgotische utraquistische Kapelle mit Glockenturm, in den Jahren 1599–1603 wurde sie durch den Baumeister Carlo Valmadi im Renaissancestil umgebaut und zur dreischiffigen Kirche erweitert. Umgeben ist die von einem Friedhof mit Friedhofsmauer und Eingangstor
- Steinernes Wegekreuz
- gezimmerte Chaluppen in Volksbauweise

## In Nieder Langenau geboren
Hannes Weikert (1918–1980), Künstler, Hochschullehrer
Roland Zirm (* 1932), Bürgermeistersohn und Chronist